# Leopold Hager
Leopold Hager (Salzburg, 6. listopada 1935.), austrijski je dirigent osobito poznat i cijenjen po interpretacijama djela Mozarta, Haydna i Beethovena. Dugogodišnji je suradnik i aktualni gost-dirigent Zagrebačke filharmonije.

## Životopis
U razdoblju od 1949. do 1957. Leopold Hager je u rodnome gradu na slavnoj glazbenoj akademiji Mozarteum studirao klavir, orgulje, čembalo, dirigiranje i kompoziciju: glazbi i glazbenom umijeću poučili su ga profesori Bernhard Paumgartner, Gerhard Wimberger, Cesar Bresgen i Egon Kornauth. Diplomirao je 1957. i odmah potom prihvatio poziv iz Mainza i dužnost asistenta dirigenta u tadašnjem Gradskom kazalištu (njem. Stadttheater Mainz).
U Mainzu je djelovao sve do 1962., a potom je dvije godine bio dirigent u opernim kućama u Linzu (Landestheater Linz) i godinu dana u Kölnu. U razdoblju od 1965. do 1969. obnašao je dužnost glavnoga glazbenoga ravnatelja u Freiburgu, a zatim je punih dvanaest godina (od 1969. do 1981.) bio šef-dirigent Orkestra Mozarteum u rodnome Salzburgu. Od 1981. do 1996. djelovao je kao šef-dirigent Simfonijskog orkestra Radija RTL u Luksemburgu. Pored uspješne dirigentske karijere, Leopold Hager je od 1992. do 2004. bio profesor na Odsjeku za dirigiranje Sveučilišta za glazbu i scenske umjetnosti u Beču (njem. Universität für Musik und darstellende Kunst Wien).
Od 2005. do 2008. Leopold Hager bio je šef-dirigent Bečke narodne opere (njem. Volkoper Wien) gdje je ravnao mnogim novim produkcijama popularnih opera Mozarta, von Webera, Verdija, Puccinija i Wagnera. S ansamblom te Opere ostvario je značajna gostovanja u Japanu (2008.) i Španjolskoj (2009.). Dugogodišnji je gost-dirigent Bečke državne opere, a često nastupa i u vodećim svjetskim opernim kućama: primjerice Bavarskoj državnoj operi u Münchenu, Semperoperi u Dresdenu, Njemačkoj operi u Berlinu (njem. Deutsche Oper Berlin), operi Metropolitan u New Yorku, Lirskoj operi u Chicagu (engl. Chicago Lyric Opera), Kraljevskoj operi u londonskom Covent Gardenu, Kazalištu Colon u Buenos Airesu, Operi Bastille u Parizu, Narodnom kazalištu u Pragu i Festivalu u Edinburghu te opernim kućama u Lyonu, Stuttgartu i Nici.
Kao dirigent velikoga iskustva i osobitoga senzibiliteta za glazbu bečkih klasičara, Leopold Hager surađuje s vodećim simfonijskim orkestrima u Europi i Sjedinjenim Američkim Državama: Saskom državnom kapelom iz Dresdena (njem. Sächsische Staatskapelle Dresden), Bamberškim simfoničarima (njem. Bamberger Symphoniker), Orkestrom Gewandhaus iz Leipziga (njem. Gewandhausorchester Leipzig), Simfonijskim orkestrom Sjevernonjemačkoga radija iz Hamburga, Orkestrom Konzerthaus-a iz Berlina (njem. Konzerthausorchester Berlin; negdašnji Berlinski simfonijski orkestar), Münchenskom filharmonijom, Bečkim simfoničarima, Kraljevskim orkestrom Concertgebouw (niz. Koninklijk Concertgebouworkest) iz Amsterdama, Češkom filharmonijom, Danskim nacionalnim radijskim simfonijskim orkestrom,  Pariškim orkestrom (fr. Orchestre de Paris), Nacionalnim orkestrom iz Lillea (fr. Orchestre national de Lille), Nacionalnim simfonijskim orkestrom iz Washingtona (engl. National Symphony Orchestra Washington) i orkestrom Nacionalne akademije svete Cecilije (tal. Accademia nazionale di Santa Cecilia) iz Rima. Često je i rado surađivao s Engleskim komornim orkestrom (engl. English Chamber Orchestra): njihova je uspješna glazbena suradnja trajno zabilježena na mnogim nosačima zvuka. Surađivao je i s Bečkim filharmoničarima s kojima je, osim u Beču, gostovao u Pragu i Rimu. Od koncertne sezone 2012./2013. glavni je gost-dirigent Zagrebačke filharmonije.

## Nagrade i priznanja
- 1981. – Počasni križ I. klase za znanost i umjetnost Republike Austrije (njem. Österreichisches Ehrenkreuz für Wissenschaft und Kunst I. Klasse)[4]
- 2000. – Veliki srebrni orden za zasluge Republike Austrije (njem. Großes Silbernes Ehrenzeichen für Verdienste um die Republik Österreich)[4][7]

## Vanjske poveznice
- KünstlerSekretariat am Gasteig / Dirigenten: Leopold Hager (njem.) (životopis)
- Allmusic.com – Leopold Hager (Artist Biography by Robert Cummings) (engl.) (životopis, diskografija)
- Jutarnji.hr – Ratko Čangalović: »Filharmonija drugačije zvuči kad ravna majstor«  Arhivirana inačica izvorne stranice od 6. ožujka 2016. (Wayback Machine)
- Conductor Leopold Hager – A Conversation with Bruce Duffie (engl.) (intervju, životopis)
- Discogs.com – Leopold Hager (engl.) (diskografija)